# Sabine Fruteau
Sabine Fruteau (27 februari 1972) is een Franse schaakster met een FIDE-rating van 2152 in 2005 en 2048 in 2015. Ze is FIDE meester bij de vrouwen (WFM). 
In 1987 en 1989 won ze het kampioenschap van Frankrijk. In augustus 2005 eindigde ze in het toernooi om het kampioenschap van Frankrijk met 5 punten op de zevende plaats. 